# 60. Infanterie-Brigade (Deutsches Kaiserreich)
Die 60. Infanterie-Brigade war ein von 1871 bis 1919 bestehender Großverband der Preußischen Armee.

## Geschichte
Die Brigade wurde am 20. März 1871 vorläufig in Saarburg errichtet und verlegte am 25. Mai 1871 nach Metz. Ihr waren das 5. Pommersche Infanterie-Regiment Nr. 42 und das Braunschweigische Infanterie-Regiment Nr. 92 unterstellt. Gemeinsam mit der 59. Infanterie- und der 30. Kavallerie-Brigade bildete sie die 30. Division des XV. Armee-Korps.
Zum 1. April 1887 traten die beiden Regimenter Nr. 42 und 92 zur 40. Infanterie-Brigade und wurden durch die neuformierten Infanterie-Regimenter Nr. 131 und 135 ersetzt. Ab April 1890 befand sich der Brigadestab in Straßburg und erhielt für die zu diesem Zeitpunkt ausgeschiedenen letztgenannten Verbände die Infanterie-Regiment Nr. 97 und 99. Zudem wurde das in den Bereich des XV. Armee-Korps abkommandierte 6. Sächsische Infanterie-Regiment Nr. 105 dem Stab bis zum 31. März 1897 unterstellt.

### Erster Weltkrieg
Die Brigade nahm nach der Mobilmachung anlässlich des Ersten Weltkriegs im Verbund mit der 30. Infanterie-Division an den Kämpfen an der Westfront teil. Zunächst war sie in die Schlachten bei Mülhausen, in Lothringen und vor Nancy-Épinal eingebunden und befand sich Ende Oktober in Stellungskämpfen in Flandern und Artois. Nach den Schlachten bei Ypern und an der Yser trat die Brigade wieder in den Stellungskrieg über. Dort wurde ihr ab dem 3. April 1915 wieder das 6. Sächsische Infanterie-Regiment Nr. 105 „König Wilhelm II. von Württemberg“ zugeteilt. Im Januar 1916 verlegte die Brigade vor Verdun und beteiligte sich in den Folgezeit an den verlustreichen Kämpfen. Kurzzeitig nahm sie im Herbst 1916 an der Schlacht an der Somme teil, lag dann wieder vor Verdun und verlegt Anfang 1917 in das Oberelsass.

### Kommandeure
| Dienstgrad                   | Name                                  | Datum                                                      |
| ---------------------------- | ------------------------------------- | ---------------------------------------------------------- |
| Generalmajor                 | Peter von Lehmann                     | 18. März 1871 bis 1. Februar 1876                          |
| Oberst                       | Bernhard von dem Bussche-Haddenhausen | 12. Februar bis 17. März 1876 (mit der Führung beauftragt) |
| Oberst/Generalmajor          | Bernhard von dem Bussche-Haddenhausen | 18. März 1876 bis 3. Juni 1881                             |
| Generalmajor/Generalleutnant | Hans von Passow                       | 04. Juni 1881 bis 22. November 1886                        |
| Generalmajor                 | Robert von Goetze                     | 04. Dezember 1886 bis 16. Juni 1889                        |
| Würt. Generalmajor           | Otto von Clausen                      | 17. Juni 1889 bis 31. März 1890                            |
| Generalmajor                 | Gustav Schlüter                       | 01. April 1890 bis 19. Juli 1892                           |
| Generalmajor                 | Werner Otto                           | 28. Juli 1892 bis 18. April 1896                           |
| Oberst                       | Louis von Stephani                    | 19. April bis 15. Juni 1896 (mit der Führung beauftragt)   |
| Generalmajor                 | Louis von Stephani                    | 16. Juni 1896 bis 21. Mai 1899                             |
| Generalmajor                 | Karl von Gall                         | 22. Mai 1899 bis 15. Juni 1900                             |
| Generalmajor                 | Albert von Usedom                     | 16. Juni 1900 bis 21. März 1903                            |
| Oberst                       | Adolph Strahl                         | 22. März bis 9. April 1903 (mit der Führung beauftragt)    |
| Generalmajor                 | Adolph Strahl                         | 10. April 1903 bis 13. Juni 1904                           |
| Generalmajor                 | Max Pavel                             | 14. Juni 1904 bis 21. März 1907                            |
| Generalmajor                 | Curt Pavel                            | 22. März 1907 bis 21. März 1910                            |
| Generalmajor                 | Friedrich von Boeckmann               | 22. März 1910 bis 21. März 1912                            |
| Generalmajor                 | Carl von Harbou                       | 22. März 1912 bis 21. März 1914                            |
| Generalmajor                 | Constantin von Altrock                | 22. März 1914 bis 2. Januar 1915                           |
|                              | Alfred von Quadt-Hüchtenbruck         | 03. Januar 1915 bis 31. Mai 1916                           |
|                              | Friedrich Kundt                       | 01. Juni 1916 bis 9. November 1917                         |
|                              | Hermann Rogalla von Bieberstein       | 10. November 1917 bis 15. Juni 1918                        |
|                              | Armin Koenemann                       | 16. Juni 1918 bis 10. Januar 1919                          |